# Piranga
Piranga es un género de aves paseriformes de la familia Cardinalidae que incluye a 11 especies de América. Tradicionalmente Piranga se clasificaba en la familia Thraupidae, pero las pruebas genéticas indican que pertenecen a la familia Cardinalidae.
En aspecto y en hábitos son similares a algunas especies de la familia Thraupidae. Las pirangas son predominantemente rojas, naranjas o amarillas debido en parte a su contenido de lipocromo (raro en especies de Thraupidae pero muy común entre los cardinálidos).
Son pájaros que viven en lo alto de las copas de los árboles. No son muy gregarias en sus áreas de anidación. Son principalmente insectívoras, y buscan su alimento sobre las hojas o lo cazan en vuelo. Su dieta también incluye frutos. Cuatro especies son migratorias, anidan en América del Norte e inviernan en los trópicos.

## Especies
El género comprende las siguientes especies:
- Piranga bidentata - piranga estriada, localizada en México y América Central;
- Piranga lutea - piranga montana, presente desde Costa Rica a Bolivia;
- Piranga flava - piranga bermeja, propia de Sudamérica;
- Piranga hepatica - piranga hepática, se encuentra del sur de Norteamérica a Nicaragua;
- Piranga rubra - piranga roja, se extiende por Norte, Centro y Sudamérica;
- Piranga roseogularis - piranga yucateca, endémica de la península de Yucatán;
- Piranga olivacea - piranga escarlata, se encuentra en Norte y Sudamérica;
- Piranga ludoviciana - piranga carirroja, presente en Norte y Centroamérica;
- Piranga leucoptera - piranga aliblanca, se extiende en México, Centro y Sudamérica;
- Piranga erythrocephala - piranga cabecirroja, endémica de México;
- Piranga rubriceps - piranga capuchirroja, propia de Sudamérica.